# Djamel Bougandoura
Djamel Bougandoura (en arabe : جمال بوقندورة) est un footballeur international algérien né le 25 janvier 1973 à Aïn Beïda dans la wilaya d'Oum El Bouaghi. Il évoluait au poste de défenseur.

## Biographie

### En club
Djamel Bougandoura évoluait en première division algérienne avec les clubs de l'USM Aïn Beïda, du MO Constantine, de l'USM Annaba, puis à l'USM Alger et enfin à l'ES Sétif.
Il participe à la Ligue des champions de la CAF en 2003 avec l'USM Alger.

### En équipe nationale
Djamel Bougandoura reçoit deux sélections avec l'équipe d'Algérie. Son premier match avec les verts a lieu le 8 décembre 2000 contre la Roumanie (défaite 2-3).
Son dernier match avec l'Algérie a lieu le 20 août 2002 contre la RD Congo (nul 1-1).

## Palmarès
| USM Alger - Championnat d'Algérie (1) : - Champion : 2002-03. - Coupe d'Algérie (1) : - Vainqueur : 2002-03. |  | USM Aïn Beïda - Coupe de la Ligue d'Algérie : - Finaliste : 1995-96. - Championnat d'Algérie D2 (1) : - Champion Gr. Est : 1994-95. |  | MO Constantine - Championnat d'Algérie : - Vice-champion : 1999-00. |